# 天瑜伽
天瑜伽，又稱本尊瑜伽，佛教密宗的修行方法，源自於怛特羅密教。結合了傳統佛教的念天與念佛，以觀想本尊為修行的主要方式。修行天瑜伽需要得到上師的灌頂與秘密儀式之後才能進行。通常在天瑜伽中，又會分成生起次第與圓滿次第兩個階段。
宗喀巴認為，修行天瑜伽之時，必須搭配空性見，才不會造成錯誤。這成為格魯派之後的立場。

## 外部連結
- 大圓滿加行<上師相應法>（页面存档备份，存于）